# 모잠비크 내전

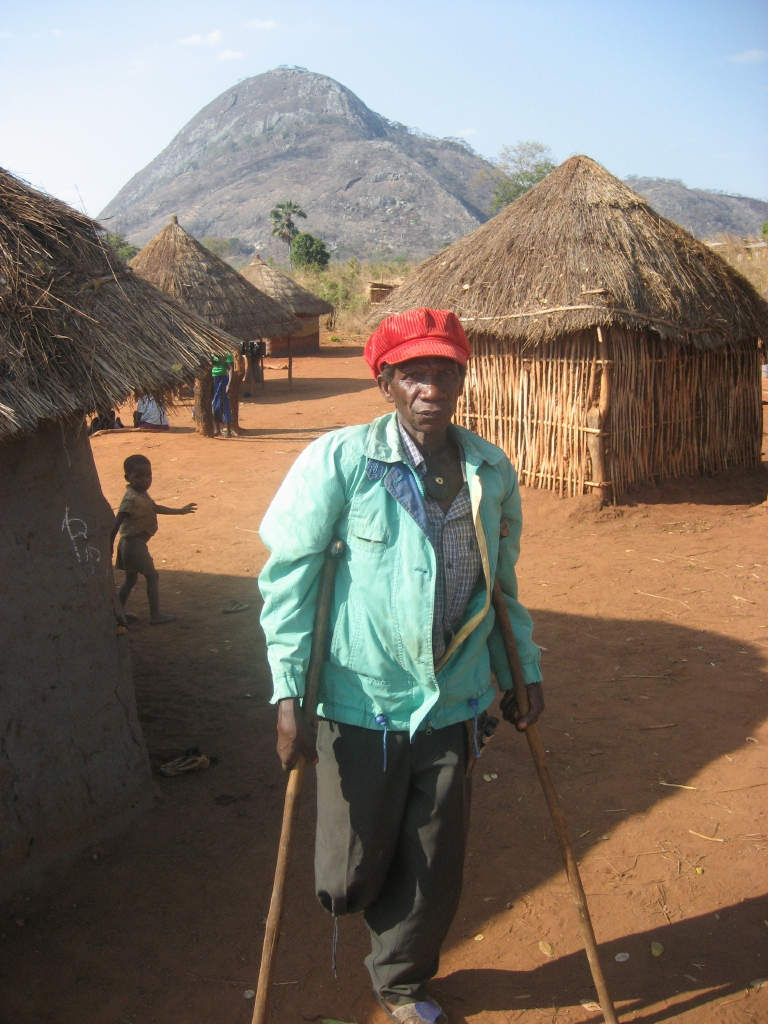
모잠비크의 지뢰 피해자는 전쟁 중에 설치되었다.

모잠비크 내전(포르투갈어: Guerra Civil Moçambicana)은 1977년부터 1992년까지 모잠비크에서 벌어진 내전이다. 20세기 후반의 많은 아프리카 지역 분쟁과 마찬가지로 모잠비크 내전은 지역 역학 관계를 가지고 있었지만 냉전 정치의 양극화 영향으로 인해 크게 악화되었다. 이 전쟁은 모잠비크의 집권 마르크스주의 모잠비크 해방전선(FRELIMO)과 모잠비크 민족저항군(RENAMO), PRM, UNAMO, COREMO, UNIPOMO, 그리고 FUMO 등 다수의 소규모 파벌들이 벌인 전쟁이다.
RENAMO는 FRELIMO의 사회주의 일당제 국가 수립을 반대했고, 로디지아와 남아프리카 공화국의 반공 정부의 강력한 지지를 받았다. 로디지아와 남아프리카 공화국 방위 기구는 자국 내 무장 민족주의 조직에 대한 FRELIMO의 지원을 약화시키는 대리인으로 RENAMO를 사용했다. 전투 중 100만 명 이상의 모잠비크인들이 식량 공급 중단으로 죽거나 굶어 죽었으며, 추가로 500만 명이 이 지역 전역에서 추방되었다. 모잠비크 내전은 병원, 철도, 도로, 학교를 포함한 모잠비크의 중요한 농촌 기반 시설 대부분을 파괴했다. FRELIMO의 보안군과 RENAMO 저항세력은 소년병을 이용하고 시골의 상당 부분을 지뢰로 무차별적으로 소금에 절이는 등 수많은 인권 유린을 자행한 혐의를 받고 있다. 짐바브웨, 탄자니아, 말라위 등 이웃 3개 주는 결국 모잠비크에 군대를 배치해 RENAMO 공격으로부터 자국의 기득권을 방어했다.
모잠비크 내전은 1992년 소련과 남아프리카 공화국의 FRELIMO와 RENAMO 지원이 각각 무산되면서 끝났다. 모잠비크 교회 평의회와 이탈리아 정부의 중재로 1990년 경에 직접적인 평화 회담이 시작되었고, 이 회담은 공식적으로 적대관계를 종식시킨 로마 일반 평화 협정으로 절정에 달했다. 로마 일반 평화 협정의 결과로 RENAMO 부대는 모잠비크 군에 동원되거나 통합되었으며 전후 재건 지원을 위해 유엔 모잠비크 작전(ONUMOZ)이 결성되었다. RENAMO와 FRELIMO 사이의 긴장이 2013년과 2018년 사이에 다시 불타올라, RENAMO는 반란을 재개하고 성공적인 화해에 대한 오랜 재현된 이야기를 산산조각내 버렸다. 이 작은 두 번째 분쟁은 2019년 평화 협정으로 끝이 났다.

## 전쟁 범죄 및 반인도 범죄
모잠비크 내전 기간 동안 대규모의 전쟁 범죄와 반인도 범죄가 일어났음에도 불구하고, 지금까지 어떤 종류의 전범 재판소에도 단 한 명의 RENAMO나 FRELIMO 지휘관도 나타나지 않았다. 이는 1976년부터 1992년까지의 무조건적인 일반 사면법이 1992년 의회에서 통과(당시 여전히 FRELIMO 회원들로만 구성)됐기 때문이다. 피해자들은 정의를 받는 대신 잊어버리라는 권유를 받곤 했다.

### RENAMO
RENAMO는 불안정화 전략의 일환으로 조직적으로 전쟁범죄와 반인륜 범죄를 저질렀다. 마을과 마을에 대한 테러 공격, 소년병 사용, 강제 노동과 성폭력에 기반한 간디라 제도의 고용 등이 이에 해당한다. 종종 여성들이 들판에 나가 있는 동안 체포되고, 군대의 사기를 북돋우기 위한 수단으로 강간당하곤 했다. 간디라는 그들 스스로 식량을 생산할 수 있는 시간이 얼마 남지 않았기 때문에 시골 주민들 사이에서 광범위한 기아 현상을 야기했다. 이로 인해 점점 더 많은 사람들이 그들에게서 요구하는 긴 교통행진을 견디지 못하게 되었다. 간디라에 참여하기를 거부하거나 행진에서 뒤처지는 것은 심한 구타로 이어졌고 종종 처형되기도 했다. 비행 시도 또한 가혹하게 처벌되었다. 특히 끔찍한 관행은 탈출한 부모가 남겨둔 아이들을 토막내고 죽이는 것이었다. RENAMO의 잔혹한 전술은 그들을 "무장 도적단"이라고 지칭하고 그들을 구타하는 대부분의 모잠비크 주민들 사이에서 분노와 증오를 금세 불러 일으켰으며, 심지어 1983년 레나모 반군 4명을 공개적으로 처형하도록 군을 압박하기도 했다.
RENAMO 범죄는 RENAMO 병사들이 시골 호모인 마을을 급습하는 과정에서 병원 환자 등 민간인 424명을 총기와 자검으로 도살해 세계적인 주목을 받았다. 이 사건은 미국 국무부 고문 로버트 거슨의 RENAMO 방식에 대한 조사를 촉발시켰고, 마침내 RENAMO에 대한 미국 정부의 지원에 대한 보수적 야망을 종식시켰다. 보고서는 호모인에 대한 RENAMO의 행동이 이러한 습격에 일반적으로 사용되는 전술과 크게 다르지 않다고 결론지었다.

### FRELIMO
FRELIMO 병사들 또한 내전 중에 심각한 전쟁 범죄를 저질렀다. FRELIMO는 사람들에게 고용과 징병 기간을 법이 허용하는 범위 이상으로 연장하도록 강요했다. 특정 지방에서는 공동 거주가 의무화되었다. 그러나, 어떤 지역에서는 문화 규범에 따라 가정이 서로 일정 거리를 두고 생활해야 했다. 그래서 많은 사람들이 RENAMO의 공격과 습격의 위험에도 불구하고 시골에서 사는 것을 선호했다. 따라서 사람들은 종종 FAM 군인이나 짐바브웨 동맹국들에 의해 총을 겨누고 공동 마을로 강제 침입당했다.